# Johann-Peter-Hebel-Preis
Der Johann-Peter-Hebel-Preis wird vom Ministerium für Wissenschaft, Forschung und Kunst Baden-Württemberg seit 1974 alle zwei Jahre als Literaturpreis des Landes Baden-Württemberg verliehen; zuvor galt ein jährlicher Turnus. Er gilt nach dem Schiller-Gedächtnispreis als der bedeutendste Literaturpreis dieses Bundeslandes. Er wurde ursprünglich 1935 vom Kultusministerium Badens gestiftet und 1936 erstmals vergeben.
Mit ihm werden Schriftsteller, Übersetzer, Essayisten, Medienschaffende oder Wissenschaftler ausgezeichnet, die durch ihr publizistisches Werk dem alemannischen Sprachraum oder Johann Peter Hebel verbunden sind. Der Preis ist seit 2024 mit 20.000 Euro dotiert, die Verleihung findet in Hausen im Wiesental im Rahmen des Hebelfestes statt.

## Preisträger
- 2024: Pierre Kretz
- 2022: Monika Helfer
- 2020: Sibylle Berg
- 2018: Christoph Meckel
- 2016: Lukas Bärfuss
- 2014: Franz Hohler
- 2012: Karl-Heinz Ott
- 2010: Arnold Stadler
- 2008: Arno Geiger
- 2006: Martin Stadler
- 2004: Maria Beig
- 2002: Markus Werner
- 2000: Emma Guntz
- 1998: Lotte Paepcke
- 1996: Kundeyt Şurdum
- 1994: Peter von Matt
- 1992: Adrien Finck
- 1990: Manfred Bosch
- 1988: Michael Köhlmeier
- 1986: Peter Bichsel
- 1984: Claude Vigée
- 1982: Maria Menz
- 1980: Elias Canetti
- 1978: Erika Burkart
- 1976: André Weckmann
- 1974: Gerhard Jung
- 1973: Hermann Joseph Kopf
- 1972: Kurt Marti
- 1971: Lucien Sittler
- 1970: Marie Luise Kaschnitz
- 1969: Gertrud Fussenegger
- 1968: Hermann Schneider
- 1967: Joseph Lefftz
- 1966: Eberhard Meckel
- 1965: Adalbert Welte
- 1964: Albert Bächtold
- 1963: Robert Minder
- 1962: Richard Nutzinger
- 1961: Albin Fringeli
- 1960: Martin Heidegger
- 1959: Carl Jacob Burckhardt
- 1958: Friedrich Alfred Schmid Noerr
- 1957: Emanuel Stickelberger
- 1956: Lina Kromer
- 1955: Wilhelm Zentner
- 1954: Otto Flake
- 1953: Reinhold Zumtobel
- 1952: Max Picard
- 1951: Albert Schweitzer
- 1950: Wilhelm Altwegg
- 1949: Wilhelm Hausenstein
- 1948: Traugott Meyer
- 1947: Franz Schneller
- 1946: Anton Fendrich
- 1943: Jakob Schaffner
- 1942: Wilhelm Weigand
- 1941: Emil Strauß
- 1940: Benno Rüttenauer
- 1939: Hermann Eris Busse
- 1938: Eduard Reinacher
- 1937: Alfred Huggenberger
- 1936: Hermann Burte